# Rappresentante
In politica, diritto o economia, il termine rappresentante può fare riferimento ad un funzionario eletto, difensore di una dottrina o portavoce di un partito, o più semplicemente una persona che viene eletta e agisce per conto di altre persone.
È genericamente un soggetto fisico o giuridico incaricato unilateralmente da un altro soggetto fisico o giuridico al quale potrà sostituirsi nel compimento di attività varie per conto e con effetti diretti nella sfera giuridica di quest'ultimo. Qualsiasi attività negoziale o atto giuridico può essere compiuto a mezzo di un rappresentante eccetto alcuni atti in particolare, detti "atti personalissimi".

## Esempi di rappresentante
Esempi sono il rappresentante legale o avvocato, i rappresentanti politici come un parlamentare o il rappresentante sindacale, anche detto sindacalista, che generalmente si adopera per tutelare i diritti dei lavoratori iscritti al suo sindacato.
Altro esempio è il rappresentante di commercio, che può essere incaricato attraverso una particolare forma di contratto detto mandato di agenzia con "diritto di rappresentanza". Infatti un'azienda può conferire mandato a un agente di commercio per concludere contratti in suo nome, in sostanza concedendo e affidandogli un potere di rappresentanza ovvero una procura.
L'attività di rappresentante commerciale, spesso viene confusa con l'attività di agente di commercio o di procacciatore d'affari che sono molto simili in qualità di intermediari, possono ricercare intermediazioni per conto dell'impresa preponente con la possibilità di stipulare contratti che però potranno essere conclusi solo "salvo accettazione" della casa mandante.

## In Italia
Il codice civile italiano distingue tre tipologie di rappresentanti:
- institutore: preposto all'esercizio di un'impresa o di una sede secondaria;
- procuratore: preposti a un determinato settore operativo dell'impresa o a una serie specifica di atti. Così chiamati perché titolari di una procura notarile che tipicamente è una procura a comprare o vendere prodotti o servizi in nome e per conto dell'azienda entro un prestabilito valore economico. Esempi di procuratori di un'azienda privata sono i dirigenti di prima fascia degli acquisti o del marketing e vendite ai quali l'azienda riconosce la facoltà di firmare e autorizzare contratti di acquisto coi fornitori o di vendita ai clienti entro un determinato importo. I loro nominativi sono pubblici e indicati nell'Atto Costitutivo in relazione alle deleghe attribuite.
- commesso: preposto allo svolgimento di mansioni esecutive o materiali.

## Rappresentanza e atti personalissimi
L'istituto della rappresentanza non può essere utilizzato in caso il soggetto debba compiere degli atti personalissimi, che tipicamente sono il testamento, l'iscrizione in un partito politico, il riconoscimento di un figlio, la contrazione di matrimonio, l'atto di donazione (tramite contratto e in forma di atto pubblico eccetto per donazioni di modico valore) e la prestazione di consenso informato per trattamenti sanitari. Questa norma può cadere in caso di incapacità di agire di un soggetto.